# Голяк Едуард Адольфович
Едуард Адольфович Голя́к (нар. 13 лютого 1935, Тамбов) — український художник декоративного скла.

## Біографія
Народився 13 лютого 1935 року в місті Тамбові (нині Росія). З 1953 року працював склодувом на підприємствах Львова; упродовж 1961—1971 років — на Львівській кераміко-скульптурній фабриці. Був учнем Мечислава Павловського. 1963 року вступив до КПРС. Протягом 1965—1970 років навчався у Львівському інституті прикладного та декоративного мистецтва у Романа Сельського, Дмитра Крвавича.

## Творчість
Працював у галузі декоративно-прикладного мистецтва. Створював зі скла у різних кольорах декоративний та ужитковий посуд (вази, дзбанки, куманці, фігурний посуд). Серед робіт:
- серія декоративних графинів «Плесканки» (1969);
- фігурний посуд «Сонечко» (1970);
- набір для вина «Барило» (1970).

З 1959 року брав участь в обласних, республіканських, всесоюзних виставках гутного скла. У 1959 році нагороджений дипломом 1-го ступеня на обласній художній виставці.
Окремі роботи майстра зберігаються у Національному музеї українського народного декоративного мистецтва у Києві, Музеї етнографії та художнього промислу у Львові.